# Логинов, Сергей Николаевич
Серге́й Никола́евич Ло́гинов (укр. Сергій Миколайович Логінов; 24 августа 1990, Днепропетровск, Украинская ССР, СССР) — украинский футболист, защитник клуба «Александрия».

## Карьера

### Клубная
Выпускник футбольных школ Днепропетровска. Первые тренеры — Алексей Чистяков и Сергей Максимыч. В детско-юношеской футбольной лиге Украины за разные команды провёл 57 матчей, забил 13 голов. Профессиональную карьеру начал во Второй лиге Украины, играя за команду «Днепр-75».
В 2009 году перешёл в киевское «Динамо», где защищал цвета второй команды в Первой лиге Украины. 15 мая 2009 года дебютировал в матче против алчевской «Стали». Затем начал играть за команду дублёров. В 2010 году перешёл в другую команду Первой лиги — иванофранковское «Прикарпатье».
16 мая 2014 года главный тренер «Ворсклы» Василий Сачко объявил о подписании Логинова. Не играя в основном составе «Ворсклы», Логинов в июне 2015 года разорвал контракт с клубом, который действовал до середины 2016 года.
В июле 2015 года подписал двухлетний контракт с луцкой «Волынью» .

### В сборной
В составе команды до 19 лет провёл две игры. Попал в финальную заявку команды на чемпионат Европы 2009 после первой игры группового этапа ввиду травм Сергея Люльки и Виталия Виценца. Ни разу не сыграл в финальной части, но стал чемпионом Европы.

## Достижения
«Днепр-1»
- Серебряный призёр чемпионата Украины: 2022/23

«Александрия»
- Серебряный призёр чемпионата Украины: 2024/25

Сборная Украины (до 19 лет)
- Чемпион Европы среди юношей: 2009

## Семья
Брат — Александр Логинов — также профессиональный футболист